# Josep de Rúbies
Josep de Rúbies fou el notari que actua com a tresorer català del ducat de Cardona durant la Guerra de Successió, encarregat de deixar constància de les despeses i ingressos de la tresoreria durant els temps anteriors i posteriors al setge de Cardona. Junt amb el governador polític de Cardona, Pere Alba i Marquès el càrrec de tresorer va ser un dels càrrecs importants dins de l'estructura jeràrquica que mirava pel bon funcionament del castell de Cardona.